# Tętnica nadnerczowa górna
Tętnica nadnerczowa górna (łac. arteria suprarenalis superior) – w anatomii człowieka parzysta tętnica, najczęściej gałąź tętnicy przeponowej dolnej, będąca jedną z trzech głównych tętnic zaopatrujących nadnercze.
Tętnice nadnerczowe górne często odchodzą w postaci kilku drobnych tętnic. Po dojściu do brzegu górnego nadnerczy oddają wiele gałązek, z których każda następnie dzieli się na ramię przednie i tylne. Gałązki zespalają się z gałązkami tętnicy nadnerczowej środkowej i tętnicy nadnerczowej dolnej. 
W rzadkich przypadkach może wystąpić wariant tętnic nadnerczowych górnych odchodzących z pnia trzewnego a nawet aorty. Od tętnicy przeponowej dolnej odchodzi w (83.3 ± 6.8)% przypadków po stronie prawej i w (80 ± 7.3)% przypadków po stronie lewej.